# アリラン (2011年の映画)
『アリラン』（아리랑）は、キム・ギドク監督・脚本・出演による2011年の韓国のドキュメンタリー映画である。2008年の『悲夢』以降、沈黙していたギドクの3年間を映している。
タイトルは同名の朝鮮民謡から来ている。

## 内容
2008年の『悲夢』の後、キム・ギドクは突如として映画界を去り、山籠り生活を開始する。

## 公開
2011年5月13日に第64回カンヌ国際映画祭のある視点部門で上映され、ある視点賞を受賞した。
日本劇場公開時には、ギドクがカンヌ国際映画祭の授賞式で涙ながらに「アリラン」を歌うエンディングがカットされた。